# Körtvélyesi erdei temető
A körtvélyesi erdei temető Tatabánya közelében, Szárligettől mintegy 2,5 km-re található turisztikai látványosság a Vértesben.

## Története

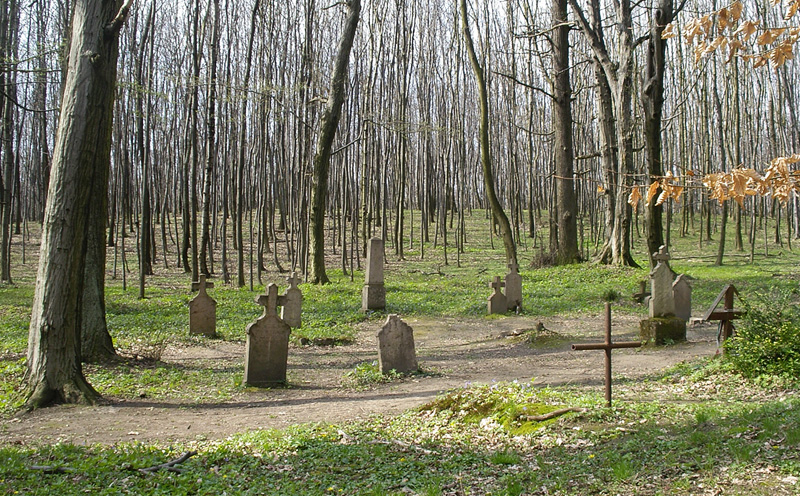
Körtvélyesi erdei temető egy részlete 2007-ben

A temetőről az 1800-as évek kezdetétől találhatók feljegyzések. Körtvélyespuszta egyházközösségi gondozását 1815. július 17-től bízták a felsőgallai plébánosra. A körtvélyesieken kívül ide temették Csákányos-, Szenttamás- és Kapberekpuszta német- és magyarajkú lakóit is.
Fiókegyházi vizitációkból ismert, hogy Körtvélyesen 1875-ben 85, 1929-ben 57, Csákányosban 1828-ban 60, Szenttamáson 1875-ben 9, 1912-ben 2 lelket számoltak. Kapbereken 1928-ban a két erdész és családjuk élt.
Jelenleg mintegy 15 darab síremlék látható a temetőben, néhány a földön fekszik, 2-3 darab el van törve.
A temető szélén van egy katonasír, amelyben a kopjafa tanúsága szerint hét magyar katona fekszik 1945 óta.

## Útvonal
A legkönnyebben az 1. sz. főút mellett, Szárliget közelében található Birkacsárdától lehet megközelíteni. Innen nyugati irányban mintegy 2,5 kilométert kell menni a kék jelzésen a Mária-szakadékon áthaladva (vagy azt a K+ jelzésen kikerülve). Mielőtt a kék jelzés eléri az aszfaltozott erdei utat, közvetlenül jobboldalt van a temető, az út szélén nagy tábla jelzi.

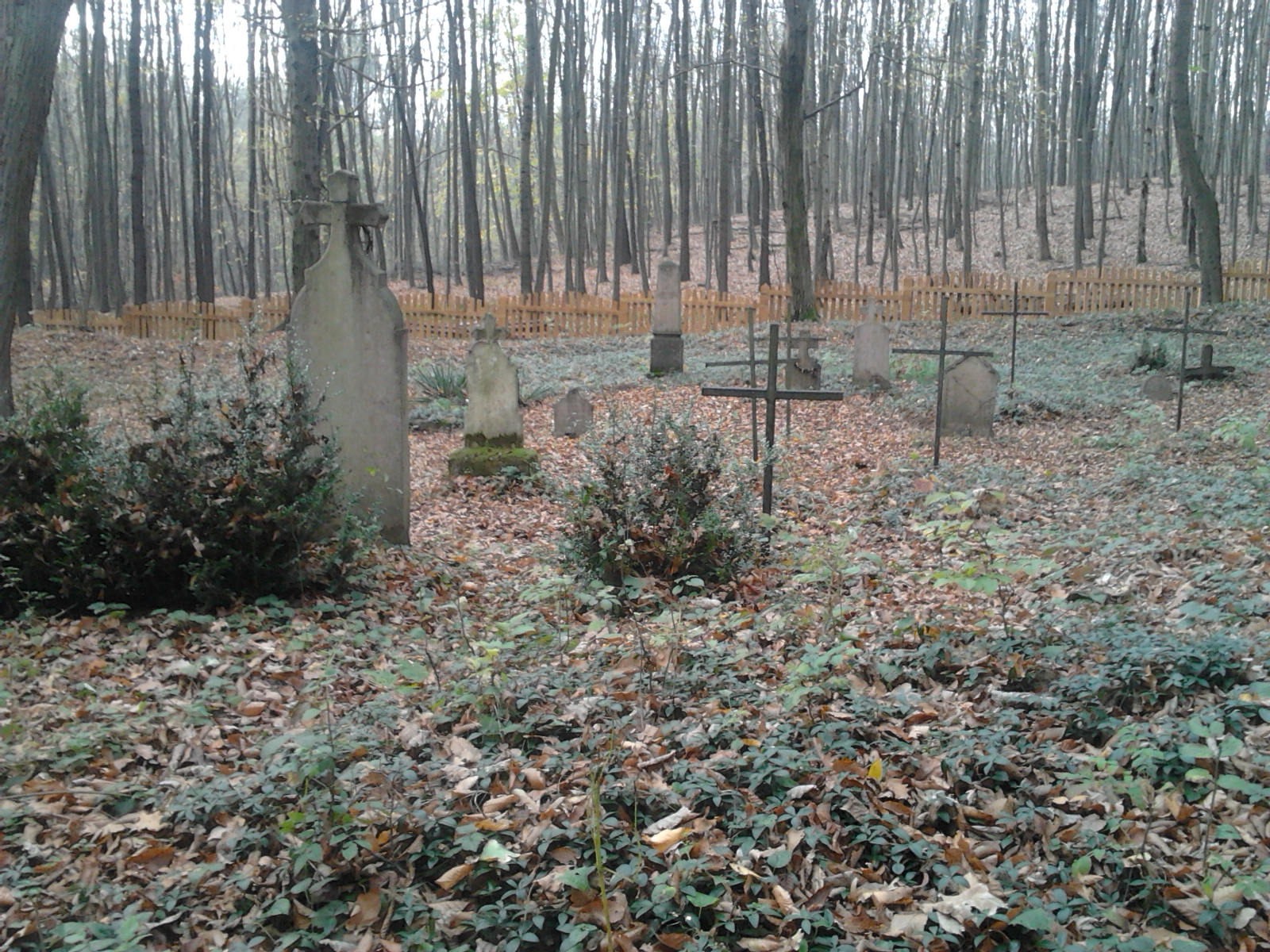
A körtvélyespusztai erdei temető 2013. novemberében

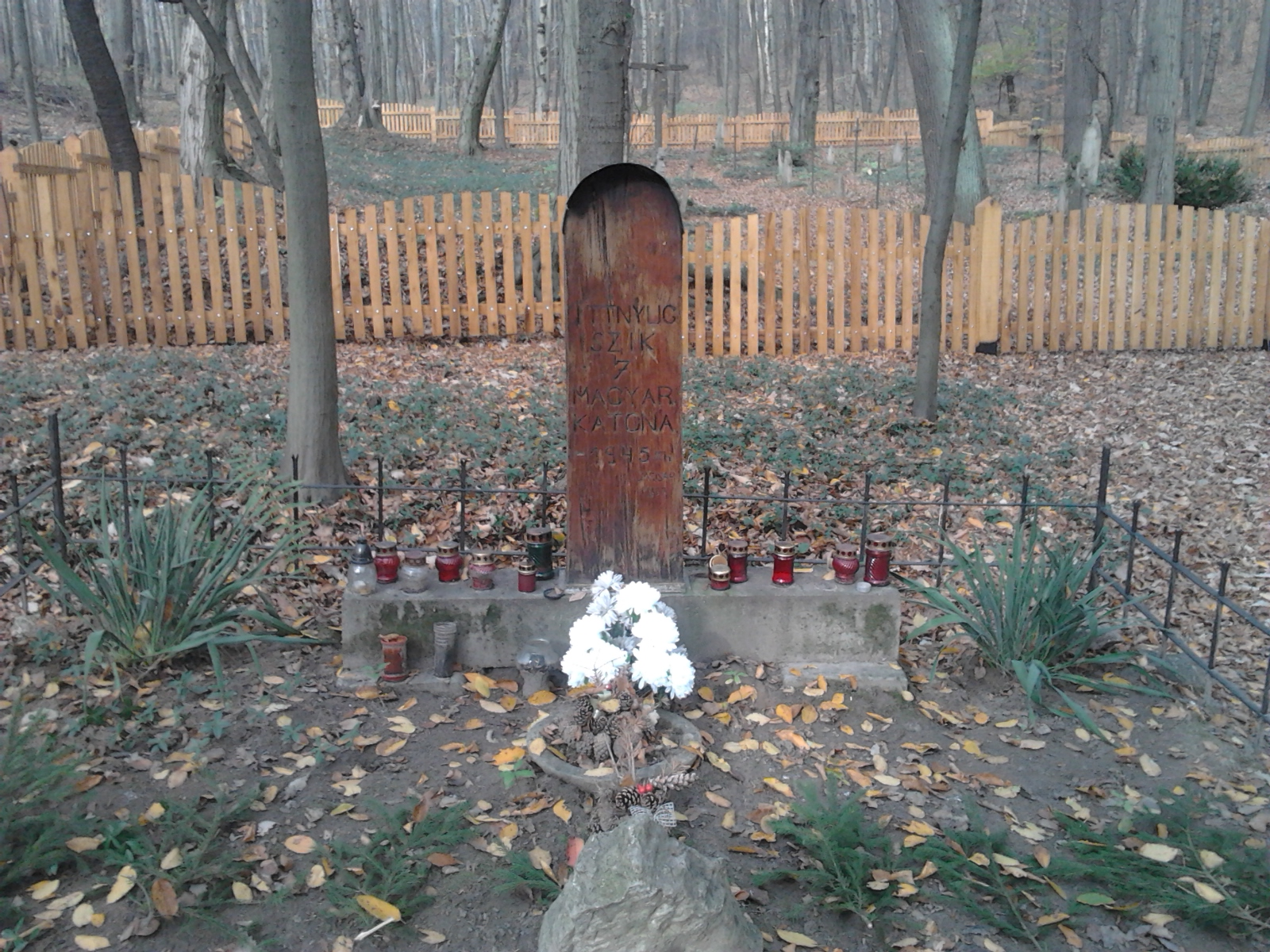
A hét magyar katona nyughelyéül szolgáló sírhely az erdei temető mellett